# Суцидава
Суцидава (лат. Sucidava, греч. Σucidava) римский военный лагерь (каструм), затем один из крупнейших дако-романских городов Дакии, центр производства римской керамической посуды в Южной Дакии (Dacia Malvensis). Возник во II веке на северном берегу р. Дунай, недалеко от устья его крупнейшего в этом месте притока р. Олт, стекающего с Южных Карпат. Некоторое время в Суцидаве размещался V Македонский легион Римской империи, затем возводились и гражданские постройки для местного романизированного населения.

## История
Остатки древнего города, расположенного в районе современного г. Корабия, Румыния. Напротов Суцидавы на южном берегу Дуная во времена античности римляне также основали г. Эск (Римская Мёзия), между которыми осуществлялась регулярная речная переправа, а также был возведён позднее разрушенный кочевыми народами мост. Из археологических памятников в городе сохранилась первая христианская базилика в Румынии, крупная коллекция римской посуды. Из-за крайнего южного положения Суцидавы на юге Римской Дакии она оставалась обитаемой и вполне функциональной гораздо дольше, чем более северные муниципии (Поролиссум и др.), благодаря близости Восточной Римской империи, северная граница которой проходила по Дунаю. Эвакуация Аврелиана поэтому была не так губительна для Суцидавы. Константин I Великий построил мост, чтобы облегчить связь оставшихся на другом берегу колонистов с империей. Примечательно, что археологические раскопки показывают непрерывную циркуляцию римских монет в официально покинутом в 271 г. римской администрацией городе вплоть до середины V века.

## Упадок и возрождение
Между 443 и 447 гг. город сильно пострадал от нападений гуннов, но тем не менее был восстановлен византийским императором. Некоторое оживление отмечается между 518 и 565 гг., когда в городе вновь появился римский гарнизон. После 600 г. восточно-римский гарнизон оставил город под натиском славян. Римский топоним не сохранился и был заменён славянскими новообразованием Корабия (Корабль), несмотря на преобладание романского населения.